# 舰娘收藏
《舰娘收藏》，曾用名“超姬战舰”、“海上的波妞”，是台湾JWJ APP Inc.制作的一款安卓平台游戏，该游戏虽然将角色名字和操作界面进行调整，并加入了原创角色，但是游戏的玩法与画风都与《舰队Collection》相似。该游戏已登录Google Play。